# Попелюхи (село)
Попелю́хи — село в Україні, у Мурованокуриловецькій селищній громаді Могилів-Подільського району Вінницької області. Населення становить 421 особу.

## Історія
У маєтку, де зараз розміщується сільська бібліотека, пошта, будинок культури, сільська рада, певний час жили відомий український художник Микола Ге та його брат Григорій. Коли померла його мати, через три місяці після народження Миколи Миколайовича, родина переїздить до маєтка батька в село Попелюхи Могилівського повіту Подільської губернії (нині Могилів-Подільського району Вінницької області). Микола Осипович, батько художника, який придбав маєток, присвятив себе сільському господарству, зумів до кінця свого життя збільшити вдесятеро свій прибуток. Не зважаючи на раціональне ведення справи, що, за словами брата Григорія, допомогло батькові залишити синам у спадок «господарство в ладі вже майже капіталістичному», у маєтку батька панував кріпацький лад, жорстокі правила. За власним зізнанням Миколи Миколайовича, побут того часу наклав відбиток на його подальший духовний розвиток.
Маєток розташований не в центрі села, а на території ферм. Брама і до палацу, і до ферм веде одна — вона радянських часів, хоча й виглядає старою. А от ще дві брами — вели виключно до палацу. Одні красиві кам'яні пілони стоять давно вже без воріт і позаростали кущами. Інша брама, найгарніша, слугує в'їздом до селянської оселі.
Сам палац колись був двоповерховим. Всередині першим вас зустріне камін — справді гарний, попри золоту фарбу. Колись від нього йшла калориферна система, за допомогою котрої і обігрівали весь палац. Шкода, що зараз вона не працює. Перебуваючи в палаці в страшну серпневу спеку, всередині завжди прохолодно і добре. А от взимку холодно, адже камін вже давно не діє, як і прогресивна на свій час калориферна система.
Що здивує в маєтку — дуже товсті стіни (саме завдяки їм так прохолодно тут влітку) — і дивному плануванню. Коридори тут неймовірно широкі — дивовижно насправді широкі. Чому колишні пани пожертвували величиною кімнат заради коридорів, не дуже зрозуміло. Хіба, може, планування було змінене в часи пізніших перебудов.
Про палац і його власників майже нічого невідомо. Маєток у Попелюхах з 1826 р. належав батькам майбутнього українського художника Миколи Ге (1831—1894). Тут пройшли перші роки життя майбутнього автора картини «Що є істина». Батько художника, Микола Осипович Ге, нащадок французького емігранта, був гарним господарем, але одночасно й жорстким і жорстоким.
Пізніше в палаці нібито жив пан Добров (чи Добрянин).
«Словник географічний Королівства Польського та інших слов'янських країн» (1887) пише, що та той час у Попелюхах було 160 дворів та 620 жителів. Чомусь згадано, що в Попелюхах є «млинський камінь» (жорна). Про власників села згадано побіжно — колись це були Дзержки, у 1880-х рр. — Йолсон (Jolson).
7 (20) листопада 1917 року, відповідно до Третього Універсалу Української Центральної Ради, увійшло до складу Української Народної Республіки.
12 червня 2020 року, відповідно до Розпорядження Кабінету Міністрів України № 707-р «Про визначення адміністративних центрів та затвердження територій територіальних громад Вінницької області», увійшло до складу Мурованокуриловецької селищної громади.
19 липня 2020 року, в результаті адміністративно-територіальної реформи та ліквідації Мурованокуриловецького району, село увійшло до складу новоутвореного Могилів-Подільського району.